# Ryk van Schoor
Pas d'image ? Cliquez ici

a Compétitions nationales et continentales officielles uniquement.

b Matchs officiels uniquement.
Dernière mise à jour le 12 décembre 2024.
Ryk Arnoldus Mauritius van Schoor, né le 3 décembre 1921 à Philadelphia, dans la province du Cap (Afrique du Sud) et mort le 22 mars 2009 à Parow, est un joueur de rugby à XV qui a joué avec l'équipe d'Afrique du Sud. Il évoluait au poste de centre.

## Biographie
Ryk van Schoor dispute son premier test match le 13 août 1949 contre la Nouvelle-Zélande. Il joua son dernier test match contre les Australiens le 26 septembre 1953.
Après une interruption due à la seconde Guerre mondiale de 11 ans, le premier test match d'une série de quatre des Springboks se dispute en 1949 contre l’équipe de Nouvelle-Zélande. Les All-Blacks n'emportent aucun match de cette série, perdant 15-11, 12-6, 9-3, 11-8. Danie Craven débute comme entraîneur en 1949, et il commence sa carrière en réalisant un exploit: série victorieuse 4-0. Les Springboks enchaînent 10 victoires consécutives, les Springboks font une tournée en Grande-Bretagne, en Irlande et en France en 1951-1952. Les Springboks de 1951-1952 ont marqué l'histoire. Ils l'emportent sur l’Écosse 44-0, l'Irlande 17-5, sur le pays de Galles 6-3, ils gagnent l'Angleterre 8-3. Ils gagnent ensuite à Paris 25-3 contre la France après une victoire contre les Barbarians. Ryk van Schoor fait partie de cette tournée. Il a inscrit un essai contre l'Écosse, il inscrit un autre essai contre l'Irlande.
En 1953, les Springboks disputent une série de 4 matchs contre les Wallabies et pour le premier test à l'Ellis Park, c'est une victoire de l'Afrique du Sud 25-3. Les Australiens sortent applaudis debout le 5 septembre 1953 à Newlands au Cap après une victoire 18-14 dans le 2e test. Le capitaine wallaby John Solomon est porté en triomphe par deux joueurs sud-africains. C'était la première défaite des Springboks depuis 15 ans et 1938,. Les deux matchs suivants se traduisent par deux victoires sud-africaines. Ryk van Schoor joue les quatre matchs. En 12 matchs, il compte 11 victoires et 1 défaite. La Seconde Guerre mondiale l'a contraint à commencer sa carrière internationale à 27 ans.
Il évolue avec la Rhodésie puis la Western Province avec qui il dispute la Currie Cup.   

## Palmarès
- Grand Chelem 1951-1952

## Statistiques en équipe nationale
- 12 test matchs avec l'équipe d'Afrique du Sud
- 11 victoires, 1 défaite
- 2 essais
- Test matchs par année : 3 en 1949, 3 en 1951, 2 en 1952, 4 en 1953